# Zwaluwstaartvis
De zwaluwstaartvis of monniksvis (Chromis chromis) is een straalvinnige vis uit de familie van de rifbaarzen en koraaljuffertjes (Pomacentridae). De wetenschappelijke naam van de soort werd als Sparus chromis in 1758 gepubliceerd door Carl Linnaeus. Hij komt in grote scholen voor langs de rotswanden van de Middellandse Zee. Het is de enige soort van de juffertjesvissen in Europese wateren. Hij heeft een voorkeur voor ondiep water in de buurt van rotsen en pieren.

## Kenmerken
Lengte tot 15 cm. Kleine kop met dunne lippen. Vrij grote borstvinnen. Rugvin: voorste deel stekelig, achterste deel zacht. Diep gevorkte staartvin. Jonge dieren zijn iridiserend lichtblauw gekleurd; oudere dieren zijn bruin.

## Voortplanting
In de paaitijd dansen de mannetjes boven rotsen of zandbodems om vrouwtjes te lokken door de vinnen te spreiden en zich op hun zijde te draaien, waarna de vrouwtjes over het mannetje heen zwemmen en het kuit laten schieten. Nadat het mannetje op zijn beurt zijn sperma over de eieren heeft afgeworpen, zwemt hij hier rondom heen. Hij wappert daarbij afwisselend en langzaam met de grote borstvinnen, terwijl hij gelijktijdig snelle golfbewegingen maakt met zijn lichaam en de soepele rugvin.

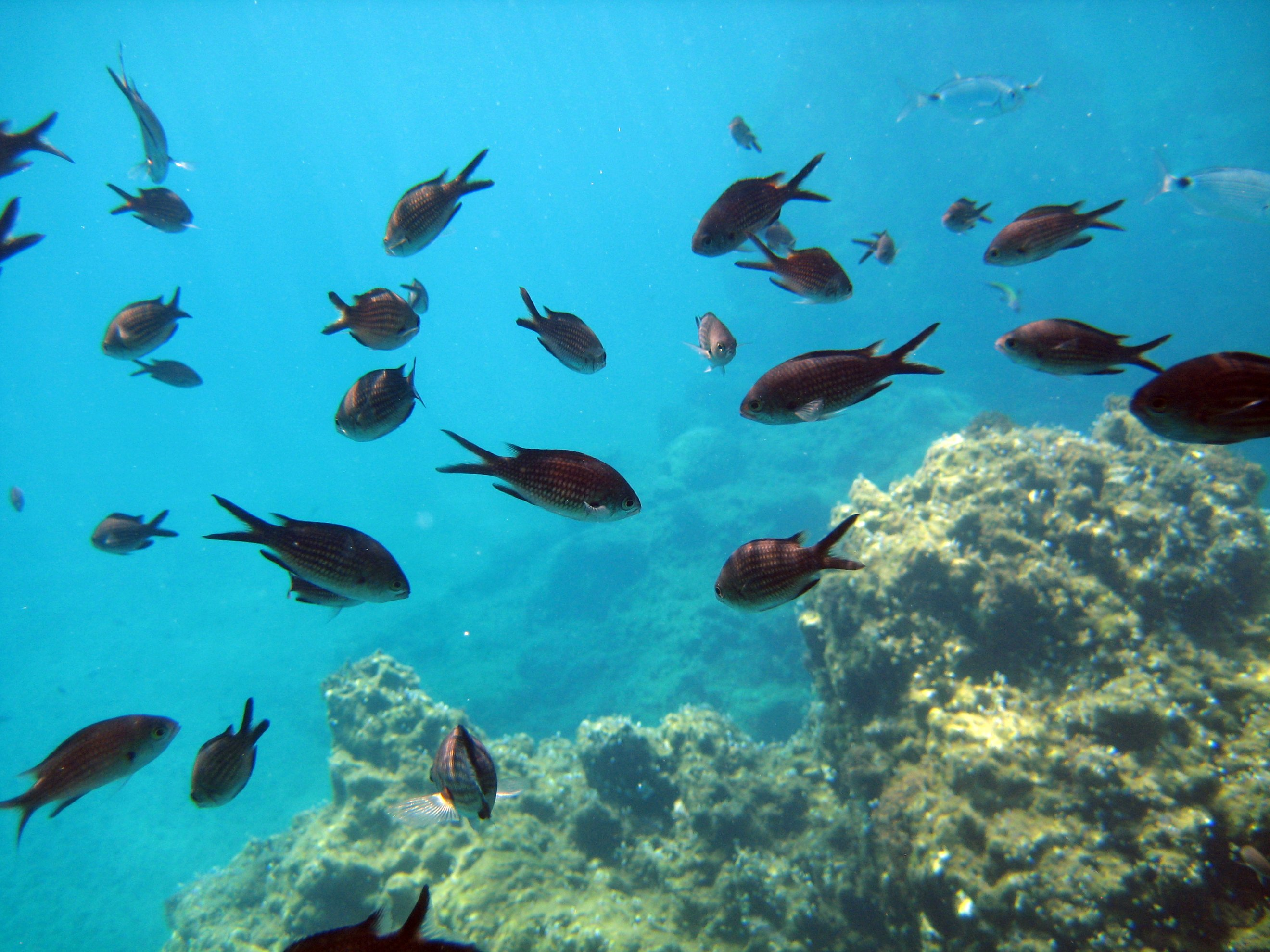
Typische school, rechts in de achtergrond enkele Zadelzeebrasems